# Idea electra
Idea electra is een vlinder uit de familie Nymphalidae, onderfamilie Danainae.
De wetenschappelijke naam van de soort is voor het eerst geldig gepubliceerd in 1878 door Georg Semper.
De soort komt alleen voor in de Filipijnen.